# سیلم اوکس (ویسکانسین)
سیلم اوکس (به انگلیسی: Salem Oaks) یک منطقهٔ مسکونی در ایالات متحده آمریکا است که در ویسکانسین واقع شده‌است. سیلم اوکس ۲۳۵٫۹۲ متر بالاتر از سطح دریا واقع شده‌است.